# Delaware Inlet
Das Delaware Inlet ist einer Lagune ähnliches Gewässer in der Region Nelson auf der Südinsel von Neuseeland.

## Geographie
Das Delaware Inlet befindet sich rund 16 km nordöstlich des Stadtzentrums von Nelson und umspannt das südliche Viertel der Insel Pepin Island, das in die Lagune hineinreicht. Das Gewässer, dass eine Fläche von rund 3,31 km² abdeckt, erstreckt sich über eine Länge von rund 5,0 km in Ost-West-Richtung und misst an seiner breitesten Stelle rund 1,1 km. Das Wassereinzugsgebiet der Lagune umfasst rund 83 km² und die maximale Tiefe bei der Springtide ist 4,0 m.
Das Gewässer, dass zu rund 90 % unter dem Einfluss der Gezeiten steht, bekommt seinen größten Wasserzulauf durch den Wakapuaka River, der im Februar des Jahres 1976 mit täglich rund 85.000 m³ ermittelt wurde.
In der Mitte der Lagune reicht vom Festland her die Bishop Peninsula rund 730 m in einem Bogen in das Gewässer und von der Insel Pepin Island eine rund 760 m lange und schmale Landzunge. Im Westen der Lagune schließt eine 560 m und bis zu 65 m breite Verbindung vom Festland zur Pepin Island die Lagune ab und im östlichen Teil tut dies eine rund 2,4 km lange Landzunge, die aber an ihrem westlichen Ende zusammen mit der Landzunge von Pepin Island einen rund 100 m breiten Ablauf und Zugang zur Delaware Bay und damit zur Tasman Bay / Te Tai-o-Aorere und der Tasmansee ermöglicht.